# Operationssjuksköterska
En operationssjuksköterska är en specialistutbildad sjuksköterska som arbetar på operationsavdelningen på ett sjukhus. 
Operationssjuksköterskan ansvarar för patientens omvårdnad före, under och efter en operation eller kirurgisk undersökning; handhavande av teknisk apparatur, instrument och annat material som behövs för operationen samt assisterar kirurgen med dessa under operationen; ansvarar för hygien och att hindra spridning av smittämnen på operationssalen och desinficerar inför operationen patientens hud och draperar (klär) operationsområdet med sterila dukar för att minimera risken för sårinfektion hos patienten; och ansvarar för att antalet instrument, kompresser och annat material är korrekt och stämmer när operationen har avslutats.

## Svensk utbildningshistoria
På 1950-talet utbildades en sjuksköterska till operationssjuksköterska inom sin sjuksköterskeutbildning som var treårig. På 1960-talet kunde en blivande elev direktantas till operationsassistentutbildning som först var fyra terminer men senare fem terminer lång. Utbildningen anordnades via yrkesskola och sista kursen operationsassistenter utexaminerades i Göteborg år 1979 (operationsassistentutbildning). Operationsassistenter fick sedermera möjlighet att ansöka om att få ut legitimation som sjuksköterska och då inom verksamhet operationssjukvård. På 1970-talet fanns också möjlighet att läsa till sjuksköterska och sedan vidareutbilda sig till operationssjuksköterska under ett år (vidareutbildning inom operationssjukvård). I denna utbildning hade den blivande operationssjuksköterskan behörighet att arbeta dels som anestesisjuksköterska och dels som operationssjuksköterska. Denna möjlighet till dubbelbehörighet avskaffades i mitten på 70-talet. På 1980-talet kom HS-80 utbildningen i gång. I denna sökte studenten till sin inriktning. Vid det sista året i utbildning läste studenten inriktningen operation (hälso- och sjukvårdsutbildningen med inriktning operation, 80 p).  I början på 1990-talet förändrades utbildningen igen till att den blivande operationssjuksköterskan måste först vara legitimerad sjuksköterska och sedan söka in till en specialistutbildning till operationssjuksköterska (specialistsjuksköterskeutbildning inom akutsjukvård med inriktning mot operation) och var en högskoleutbildning. I och med att Bolognaprocessen infördes år 2006 kom ånyo utbildningen till operationssjuksköterska att förändras och akademiseras mer. Olika nivåer på utbildningar kom till. Sjuksköterskeutbildning placerades i grundnivå och specialistutbildningar på en avancerad nivå. De förkrav som nu gäller vid de flesta lärosäten är legitimerad sjuksköterska och att inneha en filosofie kandidatexamen samt ett års yrkeserfarenhet som sjuksköterska. Utbildningen innebär därmed ett års högskolestudier på avancerad nivå och sammanlagt fyra års högskolestudier. (specialistsjuksköterskeutbildning med inriktning mot operationssjuksköterska).